# Aurora Morata i Salvador
Aurora Morata i Salvador (Vilanova i la Geltrú, 26 de febrer de 1961) és una exgimnasta artística catalana dels anys 70.
S'inicià a l'edat d'11 anys al gimnàs Eurytmia de Vilanova i la Geltrú i més tard ingressà al Patronat de Promoció Cultural i Esportiva de la mateixa localitat. Fou campiona d'Espanya juvenil els anys 1976 i 1977. Aquest darrer any debutà als Campionats d'Europa de Praga i a la Copa del Món d'Oviedo. El 1978 es traslladà al Grupo Cultura Covadonga de Gijón i participà en el Campionats del Món d'Estrasburg. El 1979 guanyà el campionat d'Espanya absolut, la medalla d'or als Jocs del Mediterrani de 1979 de Split i participà en els Campionats del Món de Fort Worth. L'any 1980 acabà en la posició 25 dels Jocs Olímpics de Moscou 80. Una lesió li va impedir participar en el Campionat del Món de Moscou 81 i propicià la seva retirada el 1983, quan militava al CN Granollers.